# درام (فلم 2004)
درام (بالإنجليزية: Drum) هو فيلم دراما سياسية جنوب أفريقي أمريكي صدر سنة 2004 وأخرجه زولا ماسيكو. بُني الفيلم على قصة حياة الصحفي الاستقصائي الجنوب أفريقي هنري نكسومالو الذي عمل في مجلة «درام». هاته المجلة التي تُعد «أول مجلة عن نمط الحياة لدى السود في إفريقيا». كان الفيلم في الأصل عبارة عن مُسلسل تلفزيوني من ستة أجزاء تحت اسم «قصص قصيرة حول صوفياتاون» (بالإنجليزية: Sophiatown Short Stories)، لكن ماسيكو لم يتمكن من الحصول على التمويل الكافي لذلك. الفيلم من بطولة المُمثلين الأمريكيين تاي ديغز (هنري نكسومالو) وغابرييل مان (يورغن سكادبيرغ).
عُرض الفيلم لأول مرة في مهرجان تورنتو السينمائي الدولي في سبتمبر 2004. عُرض بعدها في عدة مهرجانات سينمائية دولية، واستمر ذلك حتى يوليو 2006 حين عُرض في جنوب إفريقيا. وُزع الفيلم في أوروبا، لكنه لم يُوزع في الولايات المتحدة، والتي صدر فيها مُباشرة في أقراص دي في دي.
حظي الفيلم بمُراجعات إيجابية من النقاد، بينما كانت مُعظم المُراجعات السلبية بسبب ضُعف جودة السيناريو والإخراج. حصل الفيلم على جائزة أفضل فيلم جنوب أفريقي في مهرجان ديربان السينمائي الدولي، وحصل المُخرج ماسيكو على الجائزة الكُبرى في المهرجان الأفريقي للسينما والتلفزيون في واغادوغو.

## طاقم التمثيل
- تاي ديغز في دور هنري نكسومالو.
- غابرييل مان في دور يورغن سكادبيرغ.
- جيسون فليمينغ في دور جيم بايلي.
- زولا في دور بونغينكونسي دلاميني.

## روابط خارجية
مقالات تستعمل روابط فنية بلا صلة مع ويكي بيانات